# لیان دو وریس
لیان دو وریس (انگلیسی: Lianne de Vries؛ زادهٔ ۲۸ ژوئن ۱۹۹۰) بازیکن فوتبال اهل پادشاهی هلند است.
وی همچنین در تیم ملی فوتبال زنان هلند بازی کرده‌است.